# Fahrradstaffel
Fahrradstaffeln (Abkürzung FaSta) sind Organisationseinheiten im Polizei- und Rettungsdienst, die darauf spezialisiert sind, ihre Einsätze mit dem Fahrrad durchzuführen (zumeist Fahrradstreife, also Streifendienst mit dem Fahrrad) und die die hierfür erforderliche Ausrüstung wie spezialisierte Fahrräder und Kleidung bereitstellen.
Fahrradstaffeln werden von Polizeibehörden großer Städte wie z. B. Berlin, Hamburg, Köln, Frankfurt u. a. aufgestellt, um in der Hauptsache präventiv den Radverkehr zu verbessern. Bei Rettungsorganisationen wie dem Deutschen Roten Kreuz, Arbeiter-Samariter-Bund, Deutsche Lebens-Rettungs-Gesellschaft, Johanniter-Unfall-Hilfe sowie Malteser Hilfsdienst werden sie von den Lokal-/Regionalverbänden aufgestellt, um z. B. bei Großveranstaltungen eine mobile medizinische Betreuung zu gewährleisten.

## Geschichte
Zu Ende des 19./Anfang des 20. Jahrhunderts, als Kraftfahrzeuge noch nicht oder kaum zur Verfügung standen, wurden Fahrradstreifen regelmäßig von Polizeibehörden eingesetzt. Auch Rettungsorganisationen führten Anfang des 20. Jahrhunderts Krankentransporte mit jeweils zwei Fahrrädern durch.
1987 begann die Polizei von Seattle, Fahrradstreifen einzuführen, um ihre Fußstreifen zu verstärken. Dies gilt als der Beginn der Wiederkehr der Fahrradstreifen im Polizeidienst. Im selben Jahr wurde die Law Enforcement Bicycle Association (LEBA) gegründet, die seitdem Training für Fahrrad-Polizisten anbietet.
In Hamburg wurde 1996 die Grundlage für die spätere Fahrradstaffel gelegt, als Polizeibeamte – zunächst von Juni bis September – mit dem Fahrrad auf Streife gingen. Aufgrund der guten Erfahrungen vor allem im präventiven Bereich wurde 2004 eine ganzjährig agierende Fahrradstaffel eingerichtet. 2020 kam eine zweite Staffel hinzu, die 2021 um eine dritte Fahrradstaffel erweitert wurde. Stand Juli 2021 sind 19 Beamtinnen und Beamten in den drei Staffeln im Einsatz, insgesamt soll das Personal auf 30 Personen ausgebaut werden.
Köln führte 2008 eine Fahrradstaffel ein. In ihr arbeiten 15 Polizisten, 20 Mountainbikes und Trekkingräder werden verwendet (Stand 2018).
2009 berichtet rettungsdienst.de über immer häufiger bei Veranstaltungen vorzufindende Sanitäter auf Fahrrädern. Anlass war die Einführung einer Fahrradstaffel beim DLRG Kreisverband Barnim.
In Berlin wurde 2014 eine Fahrradstaffel eingerichtet, die zunächst als Pilot auf 3 Jahre befristet war und 2017 dauerhaft übernommen wurde. Die Staffel besteht aus insgesamt 20 Beamten. Als einzigartig an der Berliner Fahrradstaffel gilt, dass die Beamten keine weiteren Aufgabenbereiche haben und somit das ganze Jahr mit dem Fahrrad unterwegs sind.
In Frankfurt wurde 2019 eine Fahrradstaffel nach dem Radentscheid aufgestellt. Diese besteht aus 10 Personen. Die Stellen hierfür wurden neu geschaffen. Zuvor gab es vereinzelte Einsätze mit Pedelecs.
Am 1. März 2021 richtete die Polizeidirektion Hannover eine sechsköpfige Fahrradstaffel ein, zunächst für eine Testphase von einem Jahr.

## Gründe für den Einsatz von Fahrradstaffeln
Fahrradstaffeln schließen die Lücke zwischen Einsatzkräften zu Fuß auf der einen und motorisierten Kräften (KFZ) auf der anderen Seite. Sie sind erheblich schneller als Einsatzkräfte zu Fuß und können auch mehr Material transportieren, gleichzeitig können sie im Gegensatz zu KFZ auf engen und abgelegenen Wegen operieren.
Im Polizeieinsatz konnte 2017 in Berlin nachgewiesen werden, dass Fahrradstaffeln zu einer Verringerung von Fahrradunfällen mit Toten oder Schwerverletzten geführt haben. Weiter haben Fahrradstaffeln pro Stunde mehr als doppelt so viele Kontakte zur Bevölkerung wie vergleichbare Kfz-basierte Streifen.

## Fahrradstaffeln bei der Polizei
Fahrradstaffeln sind von einer Vielzahl von Großstädten aufgestellt worden: Hamburg, Köln, Berlin, Stuttgart und Frankfurt/M. Auch kleinere Großstädte wie Braunschweig, Gelsenkirchen, Osnabrück oder Wiesbaden haben spezielle Fahrradstaffeln aufgestellt.
In Recklinghausen wird die Fahrradstaffel durch Personal und Ausrüstung der Nordrhein-westfälischen Bereitschaftspolizei gestellt.

### Ausrüstung
Fahrradstaffeln werden bei der Polizei von den örtlichen Polizeibehörden aufgestellt. Diese stellen neben dem Personal auch Ausrüstung wie
- Fahrräder selbst, tlw. auch E-Bikes oder Pedelecs
- am Fahrrad angebrachte Spezialausstattung wie Blaulicht oder Polizeisirene (in Berlin wird darauf verzichtet)[10]
- Wetter- und fahrradgerechte Kleidung

Die Ausstattung pro Einsatzkraft hat in Stuttgart 3235 € gekostet (Preisstand 2015), dort wurden E-Bikes beschafft. In Berlin wurden für 15 Männer und 5 Frauen insgesamt 72.000 € für Räder und Bekleidung ausgegeben (Preisstand 2017), umgerechnet 3600 € pro Einsatzkraft.
In Bayern wurde 2020 eine landesweit einheitliche Uniform für Fahrradpolizisten eingeführt. Diese besteht aus Helm, Unterbekleidung, Zipp-Off-Hose, Langarm- und Kurzarm-Trikot, sowie einer Softshell-Jacke in blau und grellgelb. Sie ist an das Design der Motorradstreifen angelehnt.

### Zielsetzung
Zielsetzungen der Fahrradstaffeln sind
- Unfallvermeidung in der City (Fahrradstaffel Köln)[24]
- Radfahrer und Radfahrerinnen auf Verkehrsverstöße aufmerksam machen (Fahrradstaffel Berlin).[11]
- Verfolgung und Anzeige von Autofahrern und -fahrerinnen, die den Radverkehr behindern oder gefährden.[11]
- Einschreiten bei Halt- und Parkverstößen auf Radverkehrsanlagen, Baustelleneinrichtungen mit offensichtlichen Mängeln und Parken in zweiter Reihe, ebenso Sonderkontrollen an bekannten Schwerpunkten (Fahrradstaffel Frankfurt)[12]

### Einsatzszenarien
Fahrradstaffeln sind in der Mehrzahl der Städte das ganze Jahr unterwegs (Berlin, Frankfurt, Hamburg). In Berlin wird bei Temperaturen unter −5 °C nicht mehr gefahren.
An einem Einsatztag legt ein Beamter rund 25–30 km zurück.

### Bilanz
Fahrradstaffeln ahnden signifikante Mengen von Verkehrsverstößen:
- In Frankfurt wurden in den ersten 6 Monaten nach Start der Fahrradstaffel (Dezember 2020 bis Mai 2021) insgesamt 11.513 Verwarnungsgelder ausgesprochen, davon 371 gegen Radler. 859 Autos wurden abgeschleppt. In den ersten 5 Monaten legte die Staffel insgesamt 6115 km zurück.[27]
- In Berlin wurden von Mitte 2017, dem Start der Fahrradstaffel, bis Ende 2019 mehr als 30.000 Ordnungswidrigkeiten geahndet. Davon wurden 2/3 von PKW und LKW begangen, die zumeist falsch geparkt hatten oder falsch abgebogen waren.[11]
- In Braunschweig wurden bei einer Kontrolle durch die Fahrradstaffel innerhalb gut einer Stunde über 100 Verstöße festgestellt, davon rund 50 durch Autos und ca. 60 durch Fahrräder und E-Scooter.[28]

## Fahrradstaffeln im Rettungsdienst
Fahrradstaffeln im Rettungsdienst sind Einheiten von z. B. Deutschem Roten Kreuz, Arbeiter-Samariter-Bund oder Johanniter-Unfall-Hilfe. Auch die Deutsche Lebens-Rettungs-Gesellschaft (DLRG) hat seit 2009 eine Fahrradstaffel. Der Malteser Hilfsdienst in Göppingen bezeichnet seine Fahrradstaffel als „Rescuebiker“.
Fahrradstaffeln werden von Orts-/regionalen Verbänden aufgestellt, z. B. die Rescuebiker der Malteser Ortsgruppe Göppingen oder die Johanniter-Fahrradstaffel Ladenburg. Eine Fahrradstaffel stellt eine oder mehrere Fahrradstreifen, die zumeist aus 2 Mitgliedern bestehen. Je nach Einsatz können auch mehrere Fahrradstreifen aus der Fahrradstaffel aufgestellt werden: So verfügen die Rescuebiker der Malteser Ortsgruppe Göppingen über acht voll ausgestattete Fahrräder.
Für die Einsätze werden spezielle Fahrräder, zumeist auf Basis von Mountainbikes, benutzt. Für die medizinische Betreuung wird eine „umfassende Notfallausrüstung für die medizinische Erstversorgung auf höchstem Niveau und mit dem neuesten Stand der Technik“ (Malteser im Landkreis Göppingen) mitgeführt. Für die Mitarbeiter wird wetterbeständige Kleidung zur Verfügung gestellt.
An die Mitglieder werden hohe sportliche Anforderungen gestellt: Sie dürfen am Einsatzort nicht außer Atem sein, auch wenn sie eine längere Strecke mit hohem Tempo zurückgelegt haben.
Typische Einsatzfelder sind regionale Großveranstaltungen:
- Sportveranstaltungen, bei denen längere Wegstrecken zu überwachen sind, z. B. Radsport, Marathon.
- Veranstaltungen auf großem weitläufigen Gelände

Daneben erfolgen auch Einsätze für Streifenfahrten auf unbefestigten Wegen (Parks und Grünanlagen) oder als Melder.
Vereinzelt erfolgen auch internationale Einsätze, so kommen die Rescuebiker des Malteser Hilfsdienst Göppingen bei dem jährlichen Roadbike Festival der Motor Presse Stuttgart auf Mallorca zum Einsatz.

## Trivia
Über die Einsätze von Fahrradstaffeln der Polizei wurde mehrfach in Dokumentationen und Doku-Soaps berichtet. Hier werden die Einsatzkräfte als „Fahrrad-Cops“ bezeichnet.